# Allophylina albitarsis
Genre
Espèce
Allophylina albitarsis est une espèce de diptères et l'unique représentant du genre Allophylina.

## Liste d'espèces
Selon Catalogue of Life (28 février 2013) :
- Allophylina albitarsis